# Joëlle Rozie
Joëlle Rozie (1974) is een Belgische juriste, hoogleraar en auteur. Ze is als gewoon hoogleraar verbonden aan de Universiteit Antwerpen en behoorde tot de Commissies tot hervorming van het strafrecht.

## Academische loopbaan
Joëlle Rozie is licentiaat in de rechten (VUB, 1997) en promoveerde in 2004 onder promotorschap van Alain De Nauw tot doctor in de rechten met het proefschrift Over het rechtskarakter van de voordeelsontneming.
Ze is gewoon hoogleraar aan de Universiteit Antwerpen en doceert op de Faculteit Rechten de vakken Strafrecht, Practicum Strafrecht, Grondige studie Strafrecht, Bijzonder strafrecht en Strafrechtelijk sanctierecht.
Rozie is sinds 1 oktober 2005 lid en sinds 1 oktober 2017 verantwoordelijke van de Antwerpse onderzoeksgroep Rechtshandhaving.
Sinds 2008 is ze hoofdredacteur van het juridisch tijdschrift Nullum Crimen.
In 2015 werd ze door toenmalig minister van Justitie Koen Geens als expert benoemd tot lid van de Commissie tot hervorming van het strafrecht. Ze werd samen met Damien Vandermeersch onder andere belast met het uitwerken van een voorstel voor een nieuw Strafwetboek. Toen ze daarmee klaar waren, boden de twee op 23 augustus 2018 echter hun ontslag aan bij de minister omdat ze vonden dat hun tekst al te ingrijpend werd gewijzigd. Volgens hen wilde de politiek met het nieuwe Strafwetboek een te repressief beleid voeren.
In januari 2021 richtte minister van Justitie Vincent Van Quickenborne opnieuw een Commissie tot hervorming van het strafrecht op. Daarvan maken Joëlle Rozie en Damien Vandermeersch ook opnieuw deel uit en deze keer staat Jeroen De Herdt ook vermeld in het ministerieel besluit. De minister vroeg hen de hervorming van het Strafwetboek verder te zetten en over een aantal specifieke zaken verder te adviseren. De experts krijgen ook de kans om advies te geven over de ingediende wetsvoorstellen die gekoppeld zijn aan het nieuwe Strafwetboek. 
Ze wordt door de media regelmatig gevraagd om als expert uitleg te geven over gebeurtenissen die met haar vakgebied in contact komen.Bv.

## Eretekens, onderscheidingen en prijzen
- Officier in de Leopoldsorde

Dit ereteken kreeg ze in 2019 voor het werk dat ze leverde in de Commissie tot hervorming van het strafrecht.

## Publicaties

### Academische publicaties
- Rozie, J., Voordeelsontneming: de wisselwerking tussen de toepassingsvoorwaarden en het rechtskarakter van de verbeurdverklaring van illegale vermogensvoordelen, Mortsel, Intersentia, 2005, 508 p. – ISBN 9050954359
- Rozie, J., Deruyck, F., De Swaef, M., Rozie, M., Traest, P. en Verstraeten, R. (eds.), De wet voorbij, Mortsel, Intersentia, 2010, 644 p. – ISBN 9789400000803
- Rozie, J., Van Oevelen, A. en Rutten, S. (eds.), Toetsing van sancties door de rechter, Mortsel, Intersentia, 2011, 204 p. – ISBN 9789400002593
- Rozie, J. (ed.), Het onroerend goed in het straf(proces)recht, Mortsel, Intersentia, 2012, 229 p. – ISBN 9789050959339
- Rozie, J., Rutten, S. en Van Oevelen, A. (eds.), Verstek en verzet in burgerlijke zaken en strafzaken, nationaal en Europees, Mortsel, Intersentia, 2012, 116 p. – ISBN 9789400003507
- Rozie, J. (ed.), Nullum crimen dossier: nullum crimen prijs 2012, Mortsel, Intersentia, 2013, 126 p. – ISBN 9789400004245
- Rozie, J., Deruyck, F., Goethals, E., Huybrechts, L., Leclercq, J.-F., Rozie, M., Traest, P. en Verstraeten, R. (eds.), Amicus curiae, Mortsel, Intersentia, 2013, 575 p. – ISBN 9789400004306
- Rozie, J., Van Oevelen, A. en Rutten, S. (eds.), Zwijgrecht versus spreekplicht, Mortsel, Intersentia, 2013, 258 p. – ISBN 9789400004634
- Rozie, J. (ed.), Nullum crimen dossier: nullum crimen prijs 2013, Mortsel, Intersentia, 2014, 62 p. – ISBN 9789400005358
- Rozie, J., Rutten, S. en Van Oevelen, A. (eds.), Class actions, Mortsel, Intersentia, 2015, 156 p. – ISBN 9789400006157
- Rozie, J., Rutten, S. en Van Oevelen, A. (eds.), Rechtsmisbruik, Mortsel, Intersentia, 2015, 202 p. – ISBN 9789400005747
- Rozie, J., Van Oevelen, A. en Rutten, S. (eds.),  Overmacht, Mortsel, Intersentia, 2015, 170 p. – ISBN 9789400006911
- Rozie, J. (ed.), Nullum crimen dossier 2016: nullum crimen prijs 2015, Mortsel, Intersentia, 2016, 152 p. – ISBN 9789400007574
- Rozie, J., Van Oevelen, A. en Rutten, S. (eds.), Recht op toegang tot de rechter, Morstel, Intersentia, 2016, 176 p. – ISBN 9789400008007
- Rozie, J., Rutten, S. en Van Oevelen, A. (eds.), Samenloop van strafrechtelijke, privaatrechtelijke en bestuurlijke sancties, Mortsel, Intersentia, 2017, 150 p. – ISBN 9789400009011
- Rozie, J. (ed.), Potpourri II: quo vadis?, Mortsel, Intersentia, 2018, 136 p. – ISBN 9789400009486
- Rozie, J. en Van Regenmortel, A. (eds.), Sociaal procesrecht, Mortsel, Intersentia, 2018, 158 p. – ISBN 9789400010147
- Rozie, J., De Herdt, J. en Vandermeersch, D., Naar een nieuw Strafwetboek? – Het voorstel van de Commissie tot hervorming van het strafrecht, Brugge, Die Keure, 2019, 616 p. – ISBN 9789048635603
- Rozie, J., Van Oevelen, A. en Rutten, S. (eds.), Grenzen aan de buitengerechtelijke afhandeling van geschillen, Mortsel, Intersentia, 2019, 202 p. – ISBN 9789400010970
- Rozie, J., Rutten, S. en Vanlerberghe, B. (eds.), Bewijsnood na het vernieuwde bewijsrecht, Mortsel, Intersentia, 2020, 176 p. – ISBN 9789400012981

Daarnaast schreef ze nog talrijke artikels, waarnaar wordt verwezen in de Externe links van dit artikel.

### Andere publicaties
- Rozie, J. en Damen, W., Moord in de aula, Gent, Borgerhoff & Lamberigts, 2017, 220 p. – ISBN 9789089316851
- Rozie, J., Damen, W., Cassiman, J.-J., Vander Velpen, J., Dillen, C., Laytouss, B., Vos, H., Weyns, W. en Van Neste, F., Dreigingsniveau 4, Kalmthout, Pelckmans uitgevers, 2016, 117 p. – ISBN 9789461315182